# Phrourion
Il termine phrourion, o frourion (pl. phrouria o frouria), traslitterazione del greco φρούριον, è la denominazione con cui venivano definiti gli avamposti militari nell'antica Grecia.
Il termine è oggetto di menzione in molti autori classici e viene tradotto, di solito, con "forte", "base militare".

## Significato
Non è chiaro se il significato attribuito dalle fonti sia da considerare antonimo a quello di polis, quest'ultima distinguibile per le sue connotazioni di insediamento strutturale e stabile.
Uno studio del 2002 ha inteso ridiscuterne il significato in base alle occorrenze delle fonti, basandosi sull'esame dell'uso che ne viene fatto in Tucidide, Senofonte, e, soprattutto, in Diodoro Siculo.
Le conclusioni a cui giunge lo studio sembrerebbero indicare che, sulla base delle fonti, il senso attribuibile al termine possa denotare anche una struttura urbana più complessa, assimilabile alla polis.
Tuttavia, tali conclusioni non possono essere considerate definitive, tanto che oggi il termine viene sempre correntemente inteso nel senso di fortezza, cittadella fortificata, avamposto militare ecc., ed è tenuto ben distinto dal significato attribuibile al termine polis.

## Siti archeologici
- Pezza Petrosa
- Moio della Civitella
- Vassallaggi
- Monte Turcisi (Castel di Iudica, CT)